# Mina Studio Collection
Mina Studio Collection — сборник итальянской певицы Мины, выпущенный 26 ноября 1998 года лейблами PDU и EMI.

## Наполнение
Сборник содержит в хронологическом порядке песни, записанные между 1970 и 1997 годами. Некоторые из них ранее не издавались в альбомах:
- «Ninna nanna» (слова и музыка Массимилиано Пани и Валентино Альфано) была выпущена в 1984 году как би-сайд «Rose su rose», сингла с альбома Catene (1984)[2].
- «Città vuota (It’s a Lonely Town)» (слова и музыка Джузеппе Кассии, Морта Шумана и Дока Помуса) в версии «диско» была выпущена в 1978 году как сингл (на би-сайде у неё была песня «Ancora, ancora, ancora», выпущенная позже в сборнике Del mio meglio n. 7)[3].
- «Quando mi svegliai» (слова Даниэле Паче, музыка Коррадо Конти и Марио Панцери) был выпущен в 1975 году в качестве би-сайда сингла «L’importante è finire», трека, включенного в альбом La Mina (1975)[4].
- «Lamento d’amore» (слова и музыка Луиджи Альбертелли и Энрико Риккарди) был выпущен в 1973 году как сингл, в который также входил трек «Rudy»[5]. Песня уже была включена в редкий сборник 1974 года Evergreens, выпущенный только на кассете.
- «Credi» (слова Паоло Лимити, музыка Марио Нобиле) был выпущен в 1970 году как би-сайд сингла «Io e te da soli» (последний трек был включен в Del mio meglio (1971))[6].
- «Viva lei» (слова Паоло Лимити, музыка Витторио Буффоли и Марио Нобиле) была выпущена в 1970 году как би-сайд сингла «Insieme», песни, содержащейся в альбоме …quando tu mi spiavi in cima a un batticuore… (1970)[7].

## Список композиций
Диск первый
1. «Con te sarà diverso» — 4:32
2. «Volami nel cuore» — 3:39
3. «Non c'è più audio» — 4:52
4. «Amore» — 5:20
5. «Rotola la vita» — 4:48
6. «L’irriducibile» — 4:20
7. «Neve» — 5:22
8. «Il corvo» — 3:44
9. «Amornero» — 4:20
10. «Tre volte sì» — 5:20
11. «L’ultimo gesto di un clown» — 4:03
12. «Proprio come sei» — 4:05
13. «Via di qua» — 4:51
14. «Questione di feeling» — 4:15
15. «Comincia tu» — 4:11
16. «Ninna nanna» — 2:15
17. «Devi dirmi di sì» — 4:14

Диск второй
1. «Magica follia» — 3:59
2. «Una canzone» — 4:13
3. «Buonanotte buonanotte» — 5:07
4. «Anche un uomo» — 4:51
5. «Ancora ancora ancora» — 4:19
6. «Città vuota (It’s a Lonely Town)» — 5:00
7. «Giorni» — 4:58
8. «Colpa mia» — 4:07
9. «L’importante è finire» — 3:19
10. «Quando mi svegliai» — 3:06
11. «Non gioco più» — 2:53
12. «E poi…» — 4:49
13. «Lamento d’amore» — 3:22 (Luigi Albertelli, Enrico Riccardi)
14. «Grande grande grande» — 3:57
15. «Amor mio» — 4:45
16. «Credi» — 3:31
17. «Viva lei» — 3:19

## Участники записи
- Примечания, составитель — Паоло Пиччоли
- Звукорежиссёр — Массимилиано Пани
- Украшения — Карло Дзини
- Макияж — Стефано Ансельмо
- Оформление, фото — Мауро Баллетти
- Ремастеринг — Кармине Ди

Данные взяты из аннотации к альбому

## Чарты
| Чарт (1998)              | Высшая позиция |
| ------------------------ | -------------- |
| Европа (Music & Media)   | 96             |
| Италия (FIMI/Nielsen)    | 9              |
| Италия (Musica e dischi) | 8              |